# Graça Aranha (scrittore)
José Pereira da Graça Aranha (São Luís, 1868 – Rio de Janeiro, 1931) è stato uno scrittore brasiliano.
Esordì nel 1902 con il romanzo Canaã, acuta denuncia nei confronti della società brasiliana. Il suo spirito caustico si attenuò con Malazarte (1911) e O espírito moderno (1925).